# Stelis saxicola
Stelis saxicola är en biart som beskrevs av Warncke 1992. Stelis saxicola ingår i släktet pansarbin, och familjen buksamlarbin. Inga underarter finns listade i Catalogue of Life.